# Miroslav Štolfa
Miroslav Štolfa (11. srpna 1930 Brno-Maloměřice – 26. února 2018 Brno-Soběšice) byl český malíř, grafik a vysokoškolský pedagog.

## Život
Miroslav Štolfa se narodil v Brně-Maloměřicích v rodině Františka Štolfy (1902–1995) a Ludmily Štolfové (1904–1979). V letech 1941–1949 studoval na reálném gymnáziu v Brně-Husovicích a poté v letech 1949–1953 na Pedagogické fakultě Masarykovy univerzity v Brně obor výtvarná výchova (profesoři Eduard Milén, B. S. Urban, Vincenc Makovský) a historii na Filozofické fakultě (profesoři Ferdinand Stiebitz, J. Macůrek, R. Holinka). Po ukončení studia se soustředil na malbu a působil jako středoškolský profesor na pedagogických školách v Boskovicích (1953–1954), Tišnově (1954–1956) a Brně (1956–1963).
Roku 1955 se oženil a s manželkou Věrou má syna Jaromíra a dceru Janu. V témže roce měl svou první samostatnou výstavu v Klubu zaměstnanců školství v Brně.
V letech 1963–1979 vyučoval malbu na Katedře výtvarné teorie a výchovy Filosofické fakulty University Palackého v Olomouci, kde se pro tento obor habilitoval a byl roku 1966 jmenován docentem.
V roce 1963 byl jedním ze zakladatelů Tvůrčí skupiny Parabola, jejímiž členy se stala postupně řada významných brněnských výtvarníků (A. Čalkovský, R. Fila, R. Hliněnský, D. Chatrný, J. Jankovič, Z. Macháček, E. Ovčáček, M. Urbásek, D. Valocký, K. Veleba, V. Zykmund a další). Teoretikem a mluvčím skupiny byl Václav Zykmund. 
Během 60. let podnikl řadu studijních cest do zahraničí (Belgie, Francie, Itálie, Holandsko, Maďarsko, Německo, Polsko, Rakousko a Španělsko). 
V letech 1978–1983 vyučoval malbu a kresbu na Katedře estetické výchovy Pedagogické fakulty UJEP v Brně, od roku 1979 jako docent. Ve svých třiapadesáti letech pedagogickou činnost ukončil a věnoval se pouze vlastní výtvarné tvorbě. 
V roce 1990 stál u zrodu uměleckého uskupení TT klub, který sdružoval řadu generací výtvarníků a několik teoretiků umění (I. Zhoř,  J. Valoch, R. Horáček,...). 
V roce 1992 se podílel na založení Fakulty výtvarných umění Vysokého učení technického v Brně a působil zde jako vedoucí jejího malířského ateliéru do roku 1993.
Jeho celoživotní tvorba zahrnuje rozsáhlý soubor maleb a kreseb, který vychází z důvěrné znalosti avantgardních směrů moderního malířství a jehož význam daleko překračuje hranice regionu. Během života uskutečnil přes 50 samostatných výstav a zúčastnil se na 170 výstavách kolektivních, z toho více než na 70 v zahraničí.
Zemřel 26. února 2018 v Brně-Soběšicích a je pohřben v rodinném hrobě na tamním hřbitově.  

## Ocenění
- 1962 Čestné uznání a odměna, Celostátní výstava v Jízdárně Pražského hradu
- 1971 Čestné uznání, Celostátní výstava k 30. výročí osvobození v pražském Mánesu
- 1998 Hlavní cena, Středoevropské bienále kresby v Plzni
- 1999 Cena města Brna za celoživotní malířskou tvorbu
- 2011 Cena Jihomoravského kraje za přínos v oblasti výtvarného umění

## Dílo
Miroslav Štolfa maloval od velmi raného mládí a svůj zájem dělil mezi prostředí brněnského předměstí s vlakovým seřaďovacím nádražím a Masarykovým okruhem a panenskou přírodu Vysočiny, odkud pocházela jeho rodina. Během studií ho pak rozhodujícím způsobem ovlivnila Skupina 42 a kubisté.
Na počátku své tvorby maloval městská zákoutí s tlumenou barevností, ale brzy převážil jeho vztah ke strojům a technické civilizaci, který se odráží také v obrazech z přelomu 50. a 60. let. V té době ho fascinovalo prostředí motocyklových závodů a závodních strojů (cykly Závodníci, Depo, Motor), aut a letadel, později i velkých průmyslových staveb (cyklus Elektrárny). Volná skladba tvarů a symbolů civilizace a techniky, která byla původním tématem obrazových cyklů, se v průběhu dalších let postupně oprošťovala od reálného prostředí a koncem 60. let dospěla k abstrakci a zkoumání obecných vztahů, sil a pohybů.
Od sedmdesátých let se vedle malby věnoval také velkoformátovým černobílým kresbám uhlem a tuší, ve kterých zobrazoval fiktivní mechanické stroje a jejich součásti. Od počátku 80. let začleňuje do svých obrazů i stylizovanou figuru, naznačenou třeba závodní kombinézou.
V roce 1981 začíná Štolfa pracovat na cyklu Nová příroda. V jeho umělecké reflexi se již technika stává tím, co spoluvytváří novou podobu životního prostředí. Malíř si všímá jak možností, které technika lidem přináší, tak i její druhé temnější stránky, až po civilizační hrozby při jejím zneužití. Tento cyklus 35 obrazů byl v roce 1984 vystaven v Domě umění města Brna a název Nová příroda se stal obecně užívaným označením pro jiné výstavy s civilizačními tématy.
I v dalších malířských cyklech krajin je jako výtvarný prvek nebo metafora často přítomna technika, ale tato inspirace přerůstá do obecných rysů a v obrazech dominuje výtvarná složka vedená racionální úvahou a citem (cykly Horizonty, Ateliéry, Signály, Kapotované krajiny, Pohyby v krajině, Průhledy).
Od konce let devadesátých se z díla opět vytrácí konkrétní skutečnost a obrazy se stávají spíše meditací o tíživých stránkách lidské existence
(Oběť, 2002, Memento, 2007), vyjadřují pocity osamění (Samotář, 2009) nebo téma vzepětí a pádu jedince (Ikarův příběh, 2011). V některých motivech se vrací ke známým symbolům staveb a nádraží na někdejší brněnské periferii (Krajina mého dětství, 2011).

Ve svém celku podává dílo Miroslava Štolfy svědectví o všech aspektech technické civilizace, od počátečních nadějí a obdivu až k jejím negativním důsledkům pro životní prostředí, ke ztrátě iluzí a pocitům odcizení. Příklonem k meditativní poloze a reflexí neviditelného zároveň nabízejí východisko a naději.

### Malba (výběr)

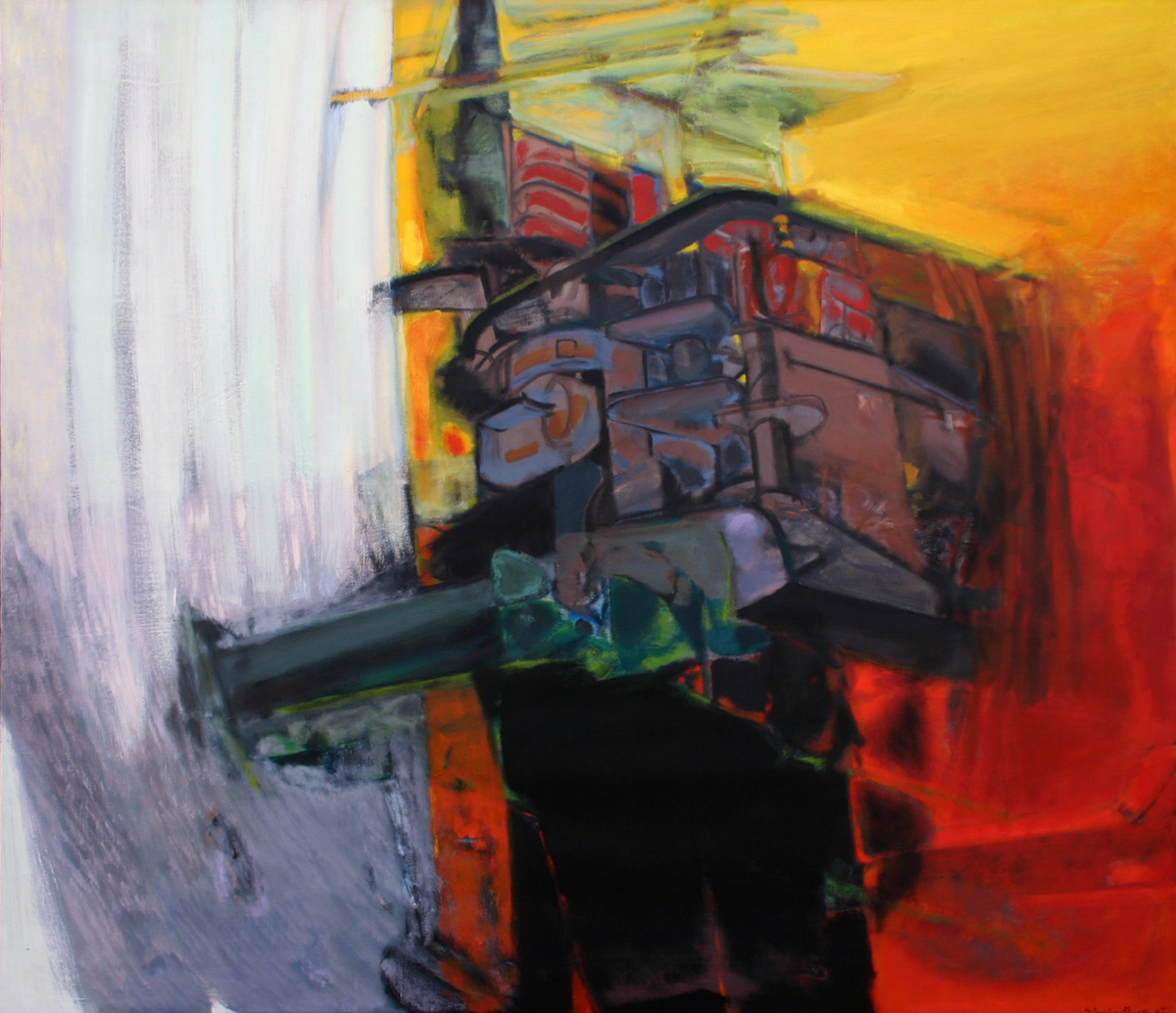
Memento, 1980
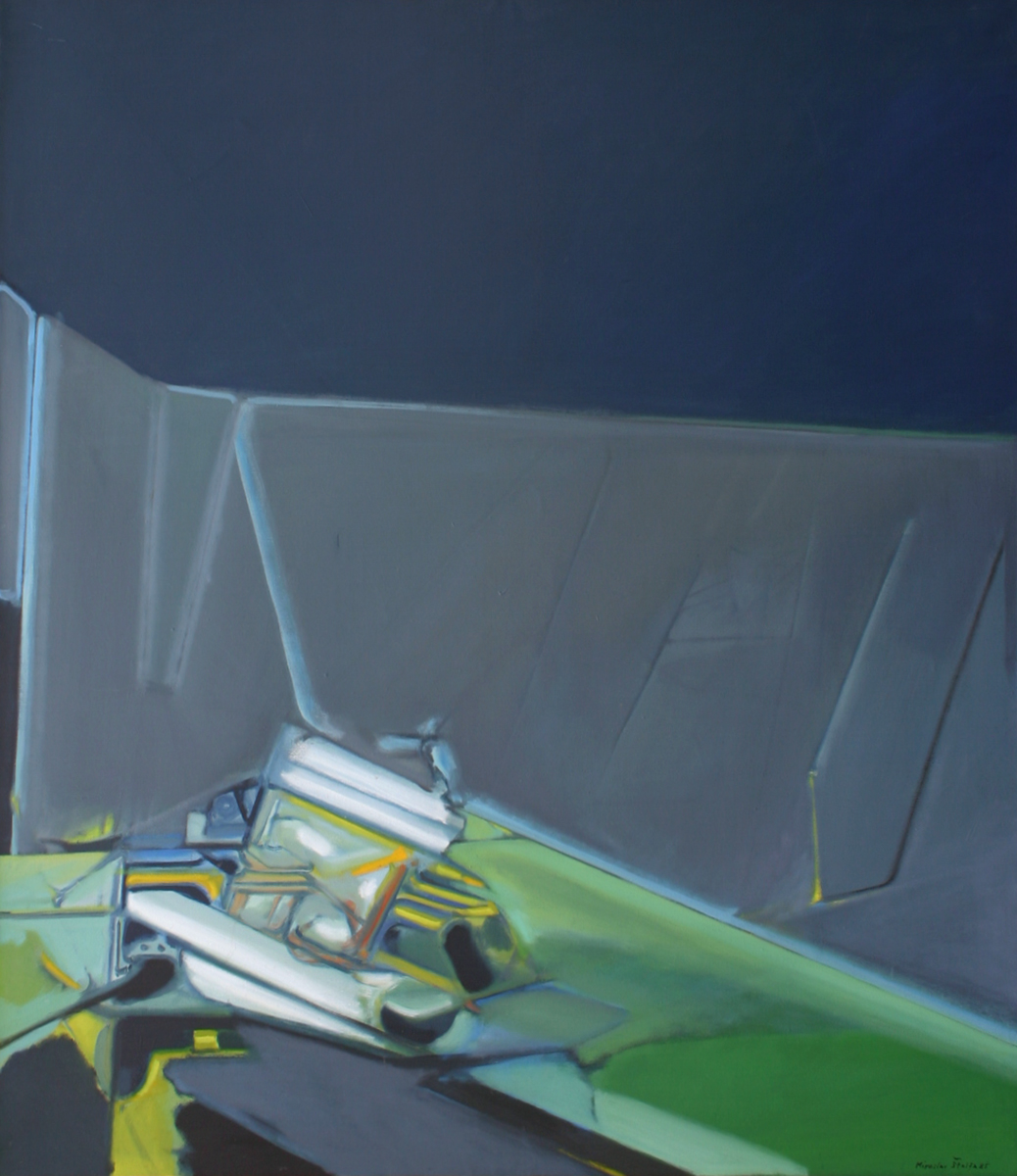
Nová příroda, 1985
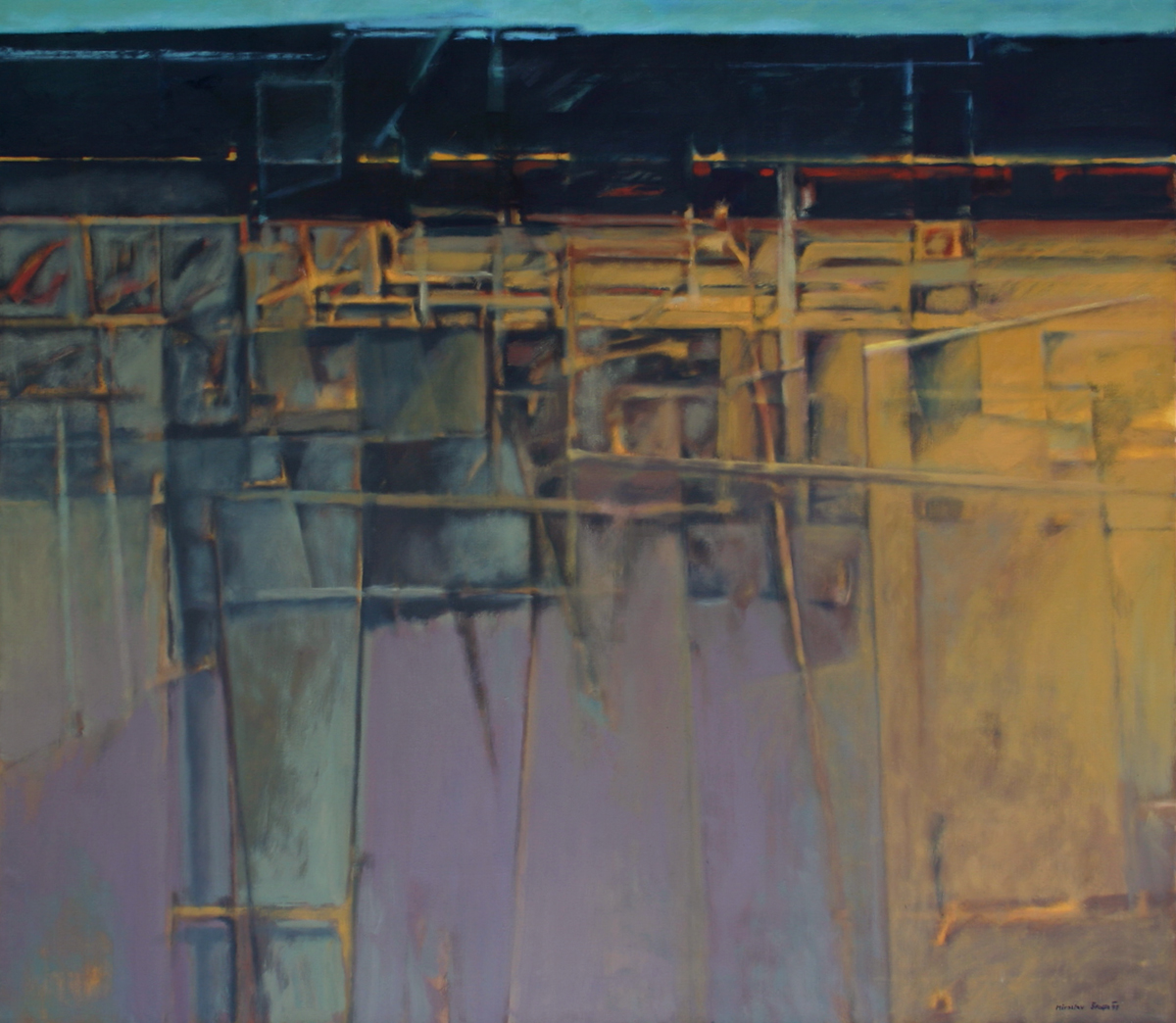
Zdvojený horizont, 1997
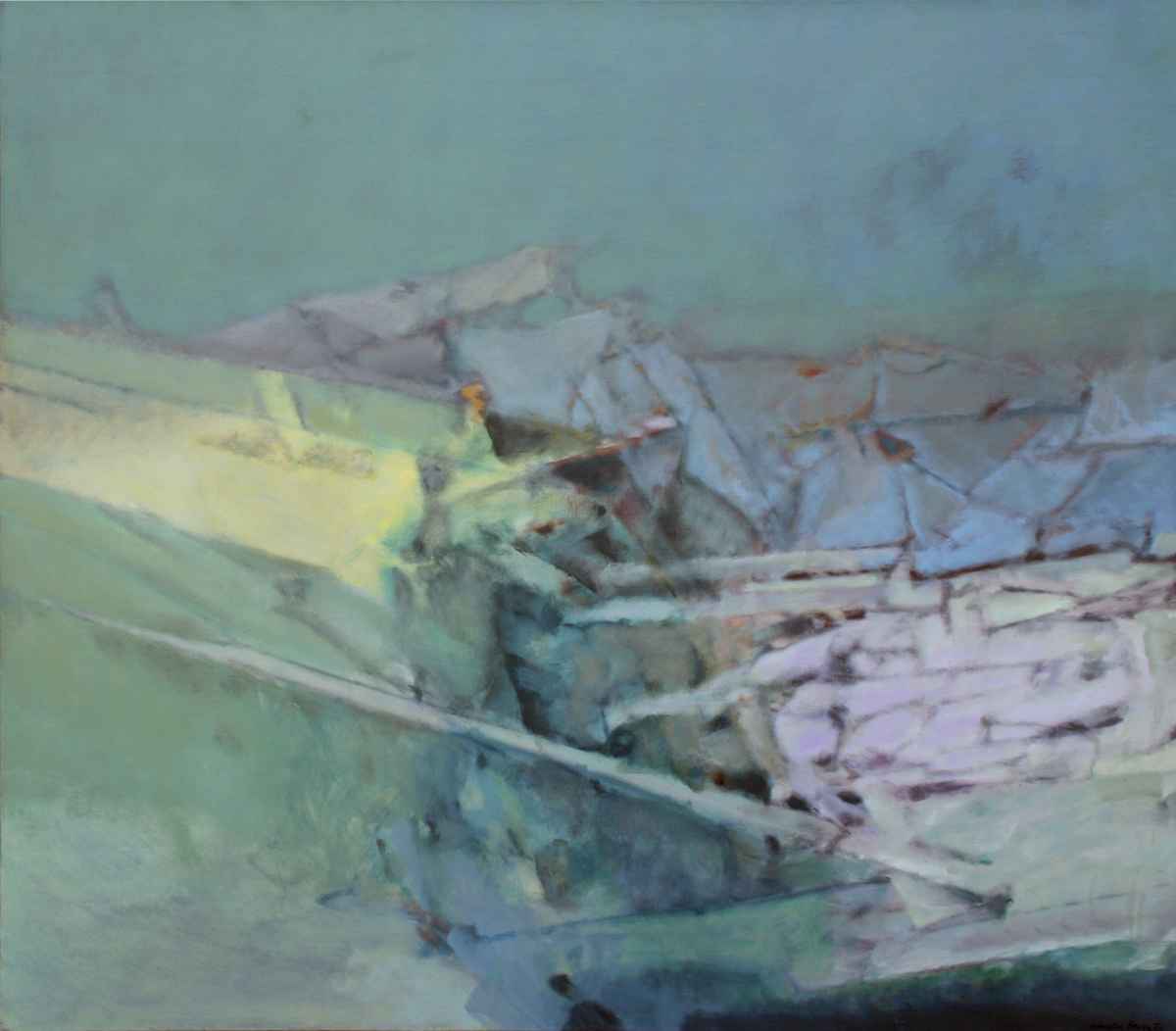
Zamlžený horizont, 2000
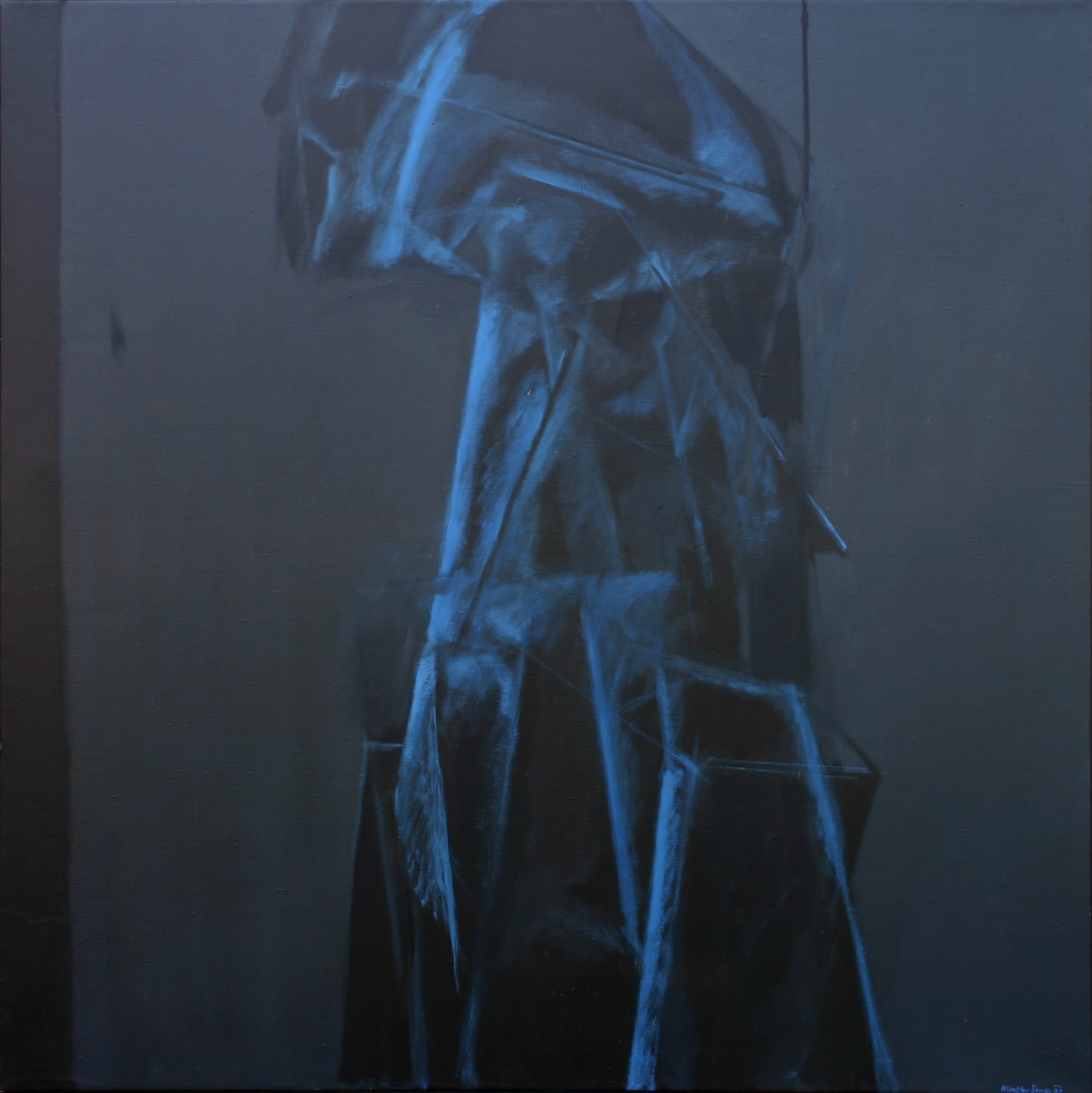
Velké torzo, 2002
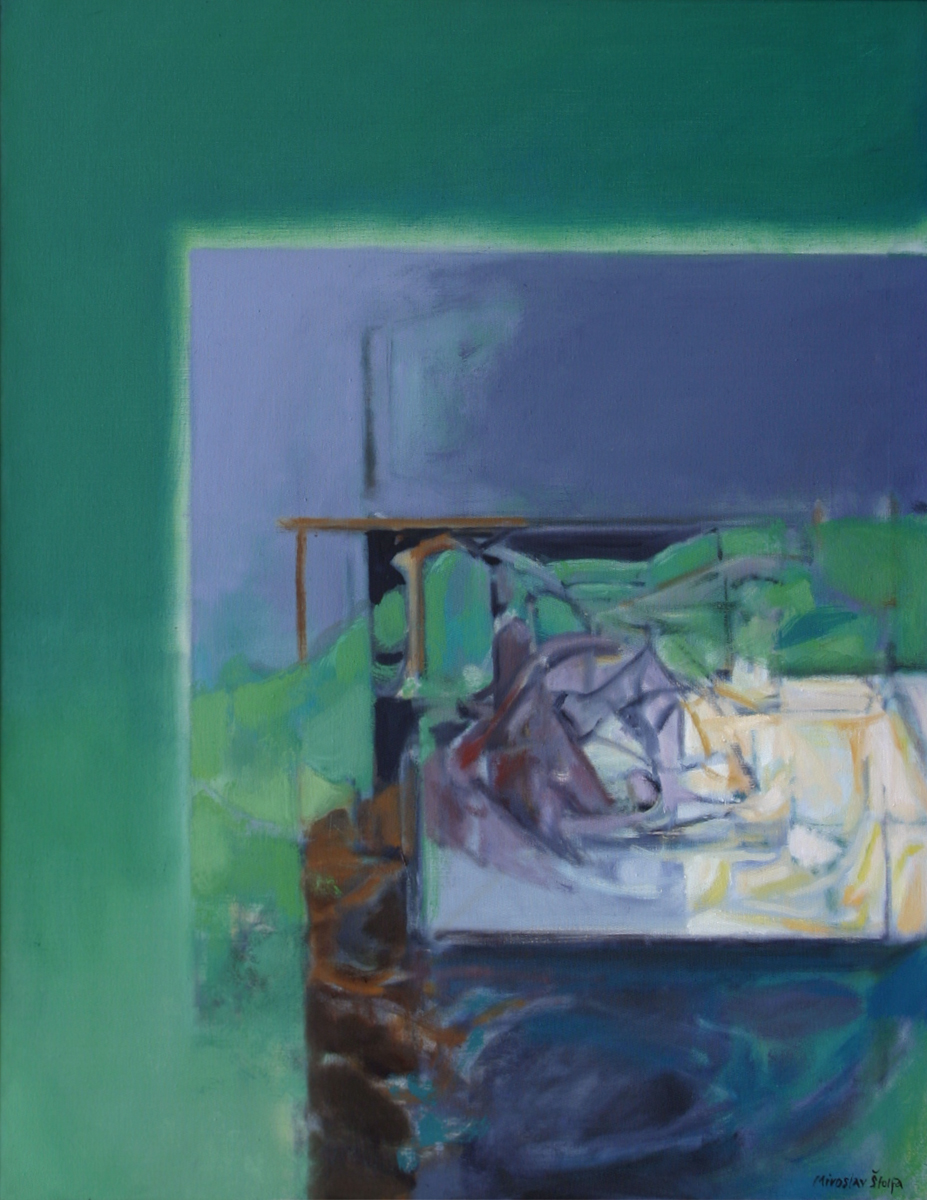
Metafyzické zátiší VI, 2012
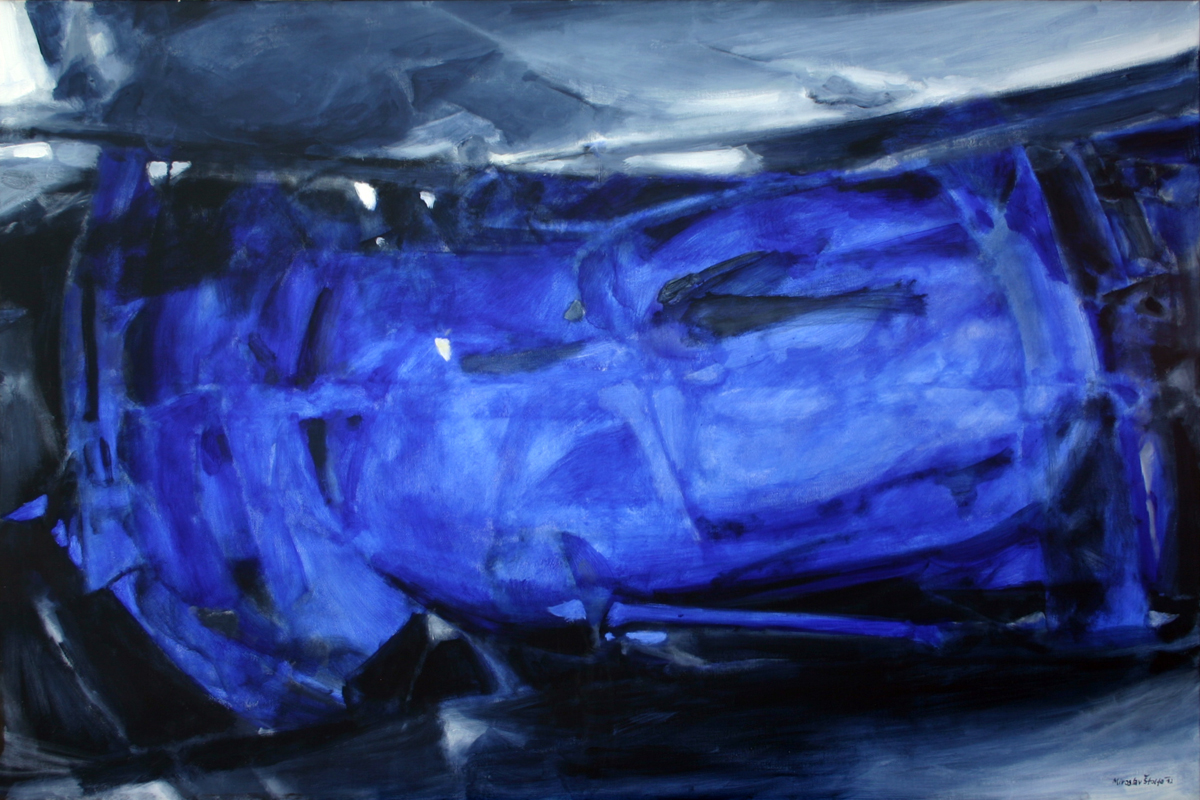
Vzlet modré, 2012
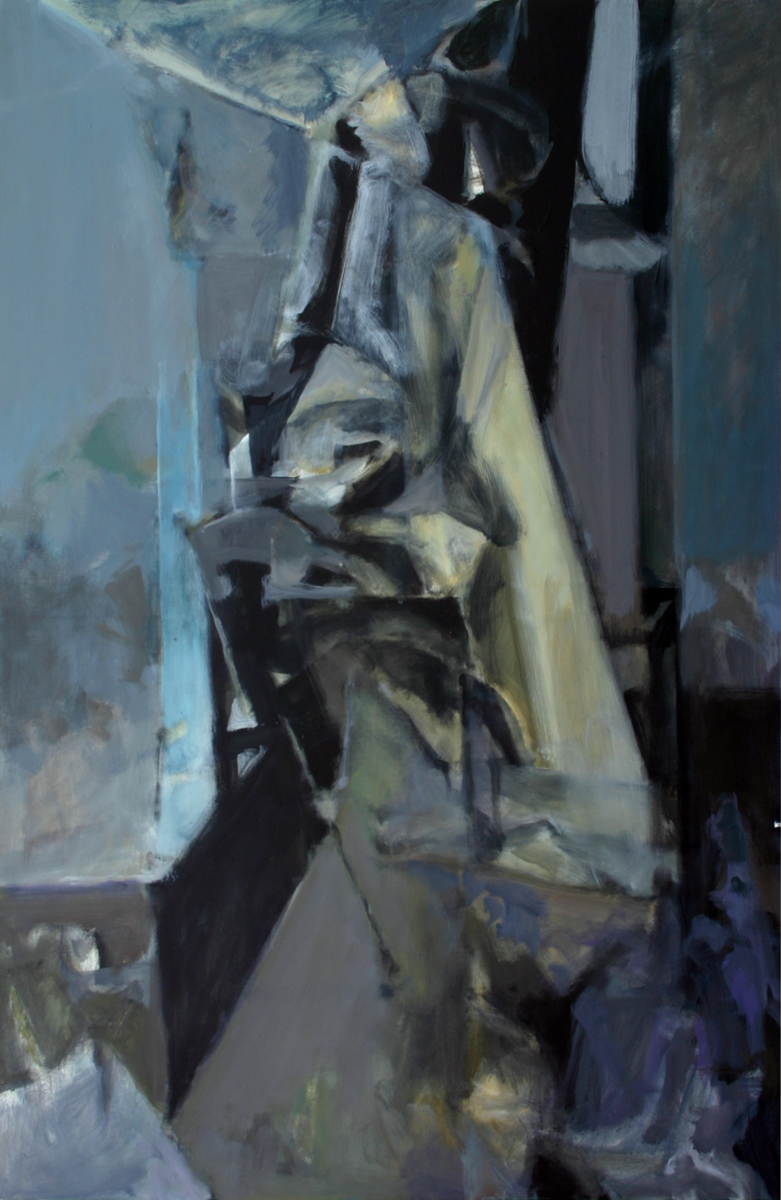
Na téma figury, 2013

### Kresby (výběr)

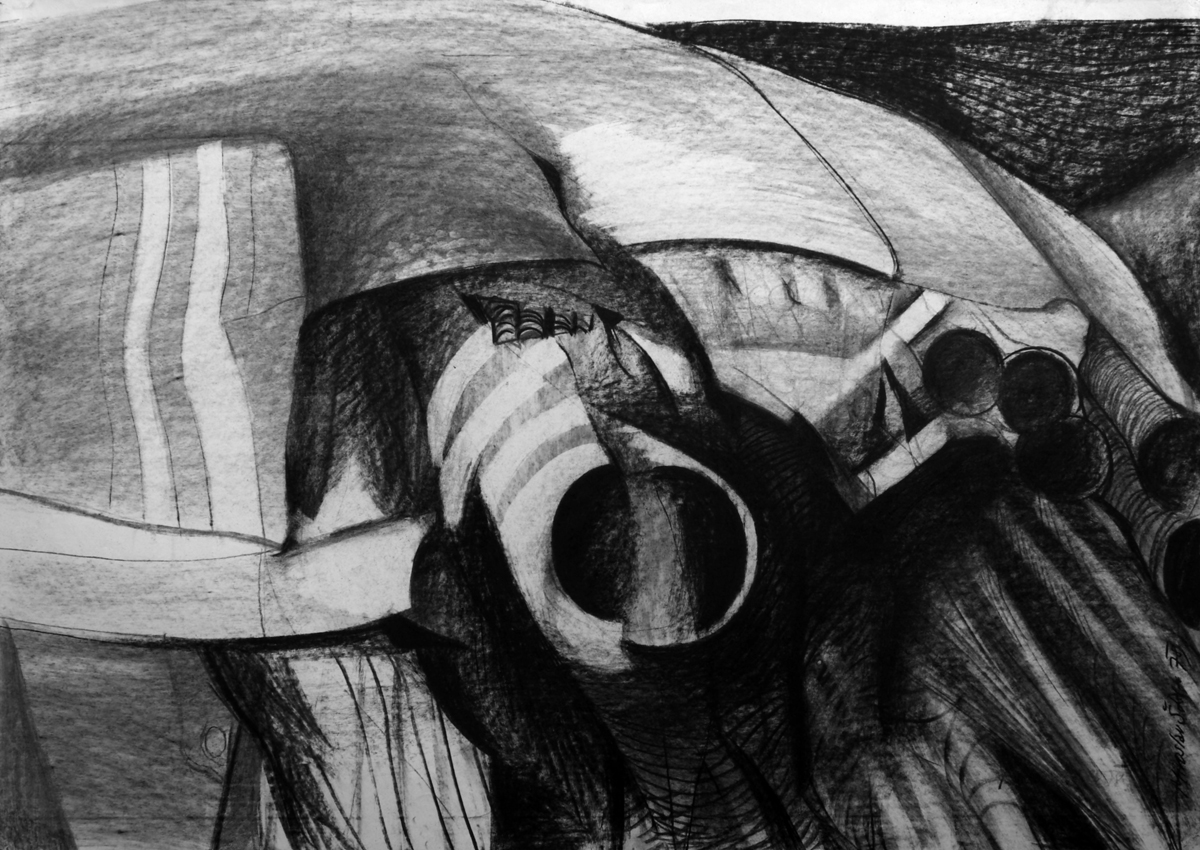
Kapotáž, 1978, uhel 61 x 86 cm
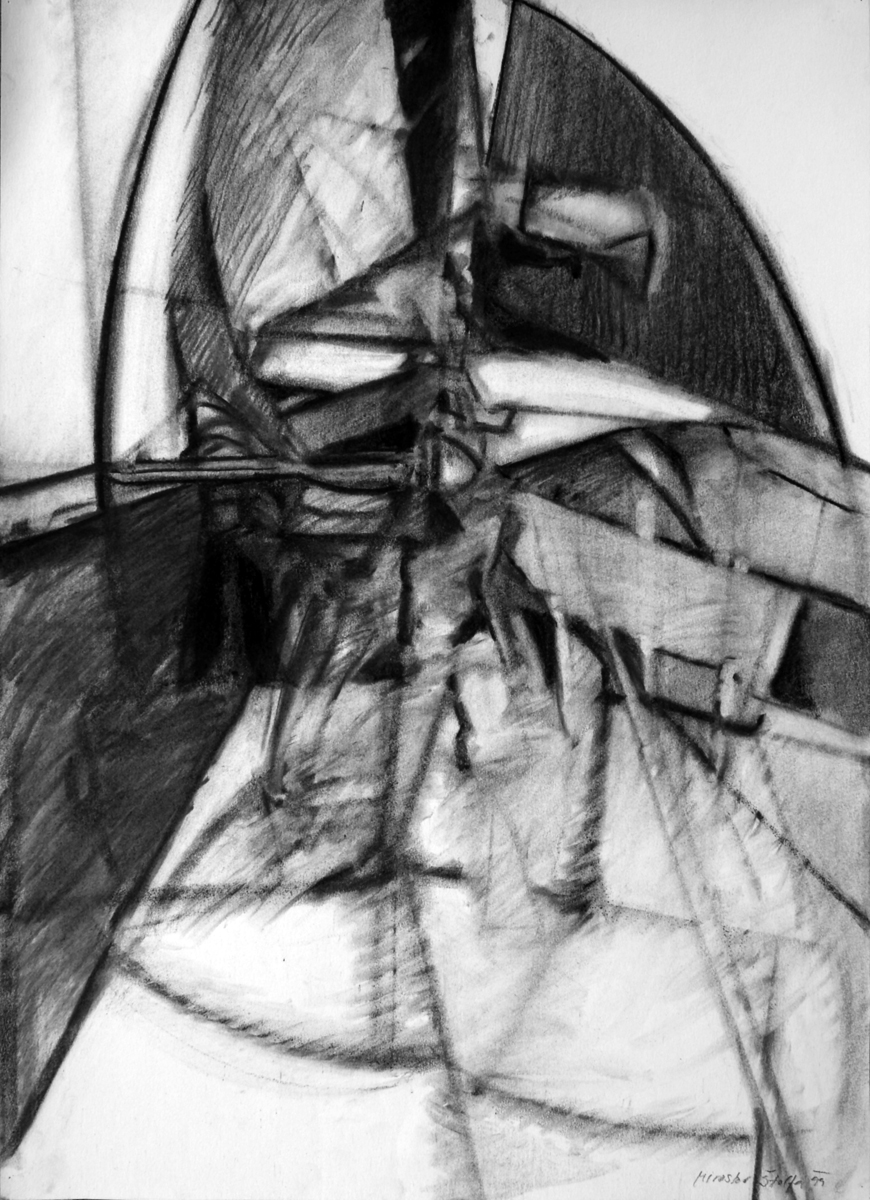
Bez názvu, 1986, uhel, 86 x 61 cm
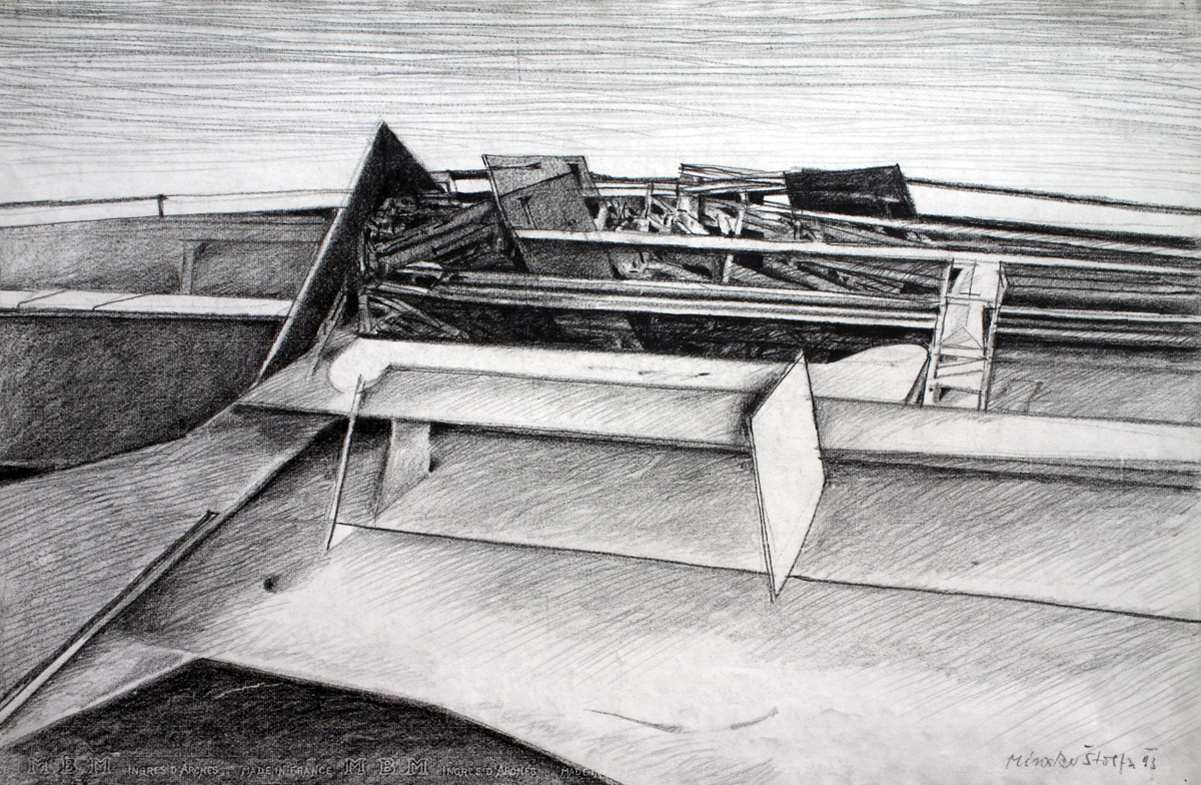
Kapotovaná krajina, 1993, uhel, 65 x 100 cm
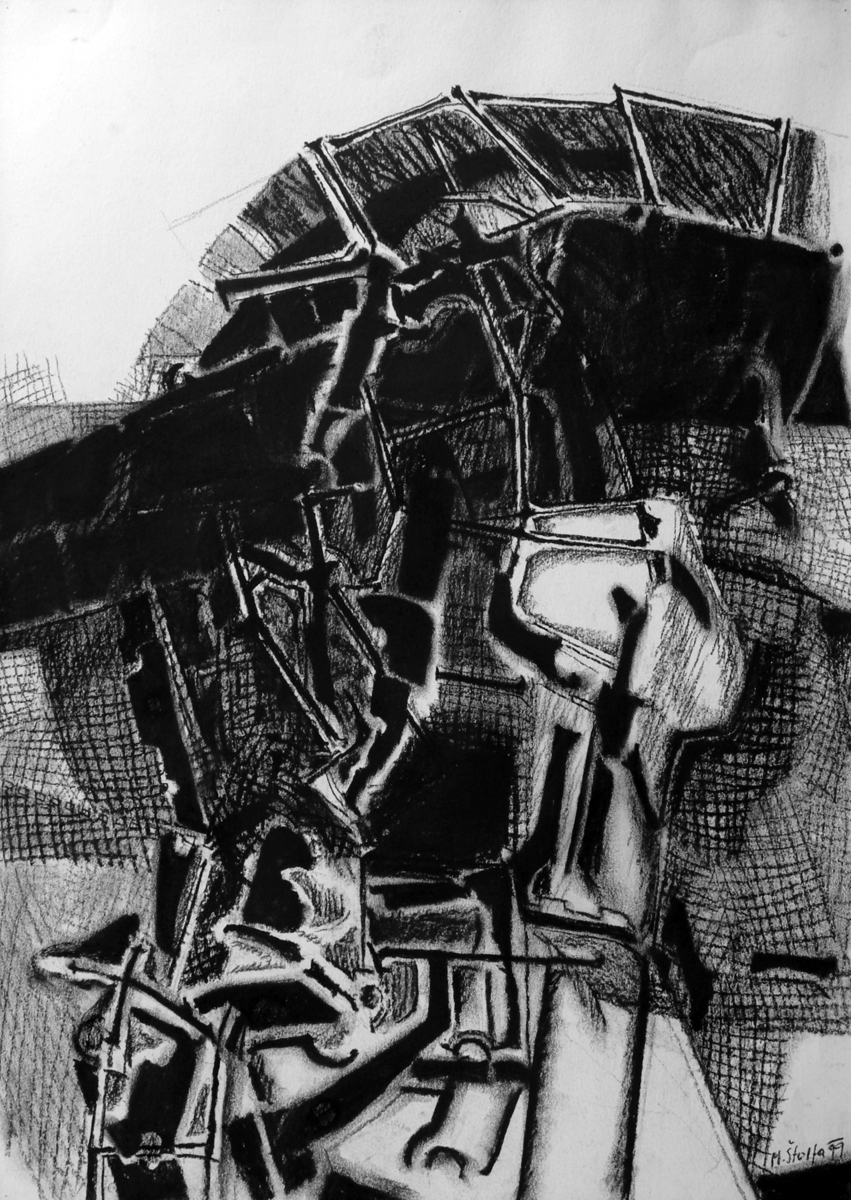
Nová příroda, 1999, uhel, 86 x 61 cm
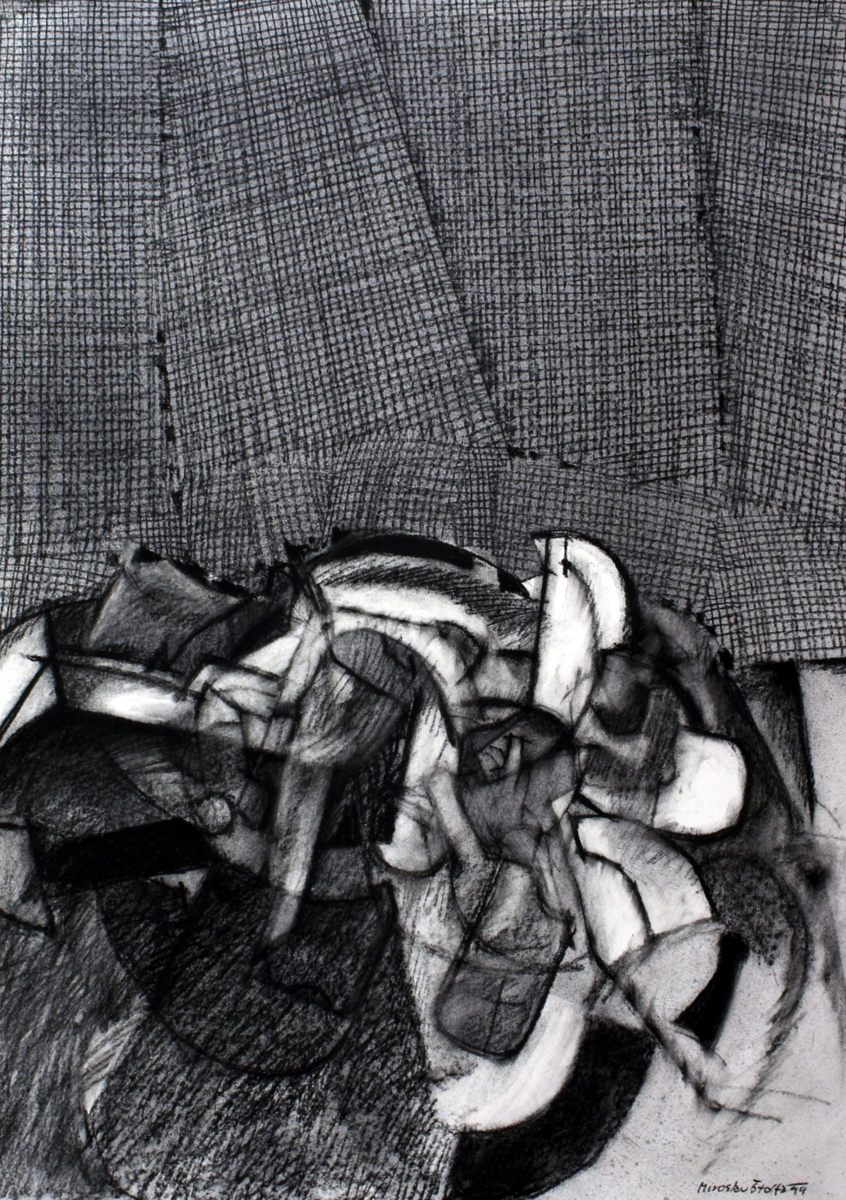
Začátek pohybu, 1999, uhel, 86 x 61 cm
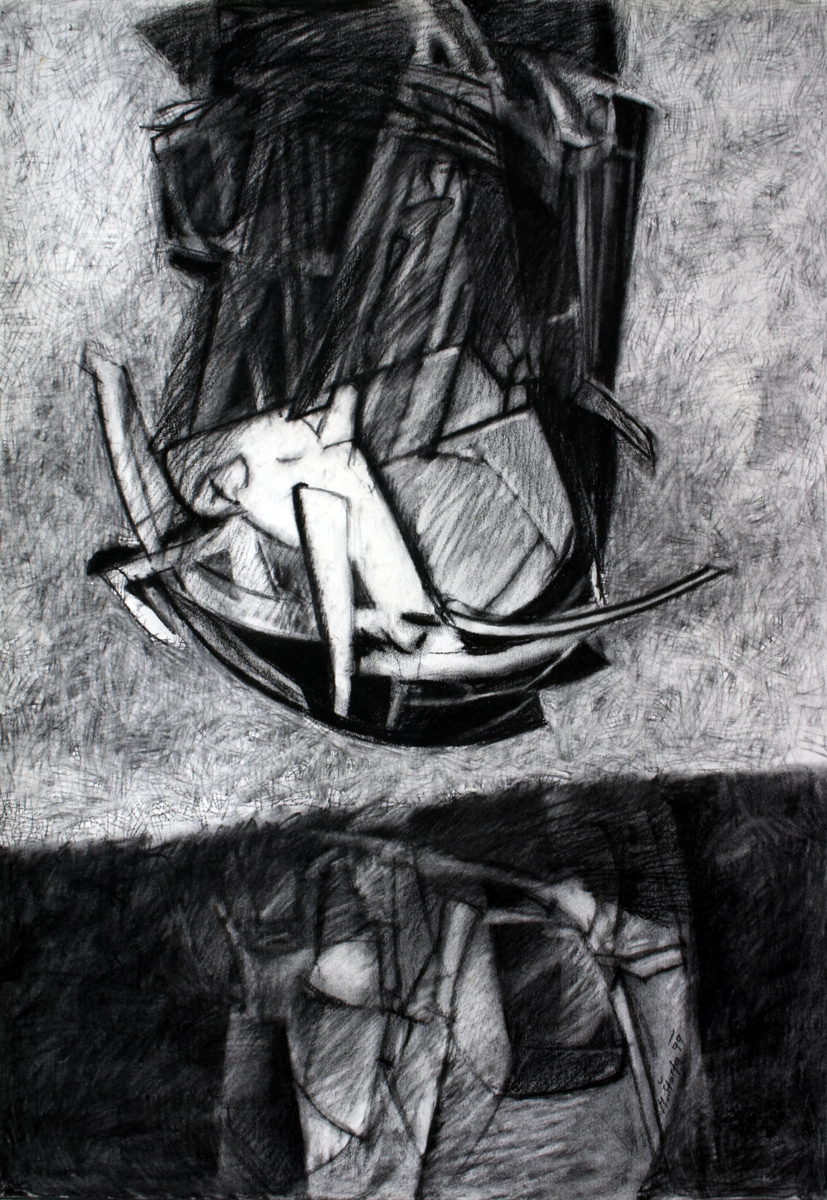
Fátum, 1999, uhel, 100 x 70 cm
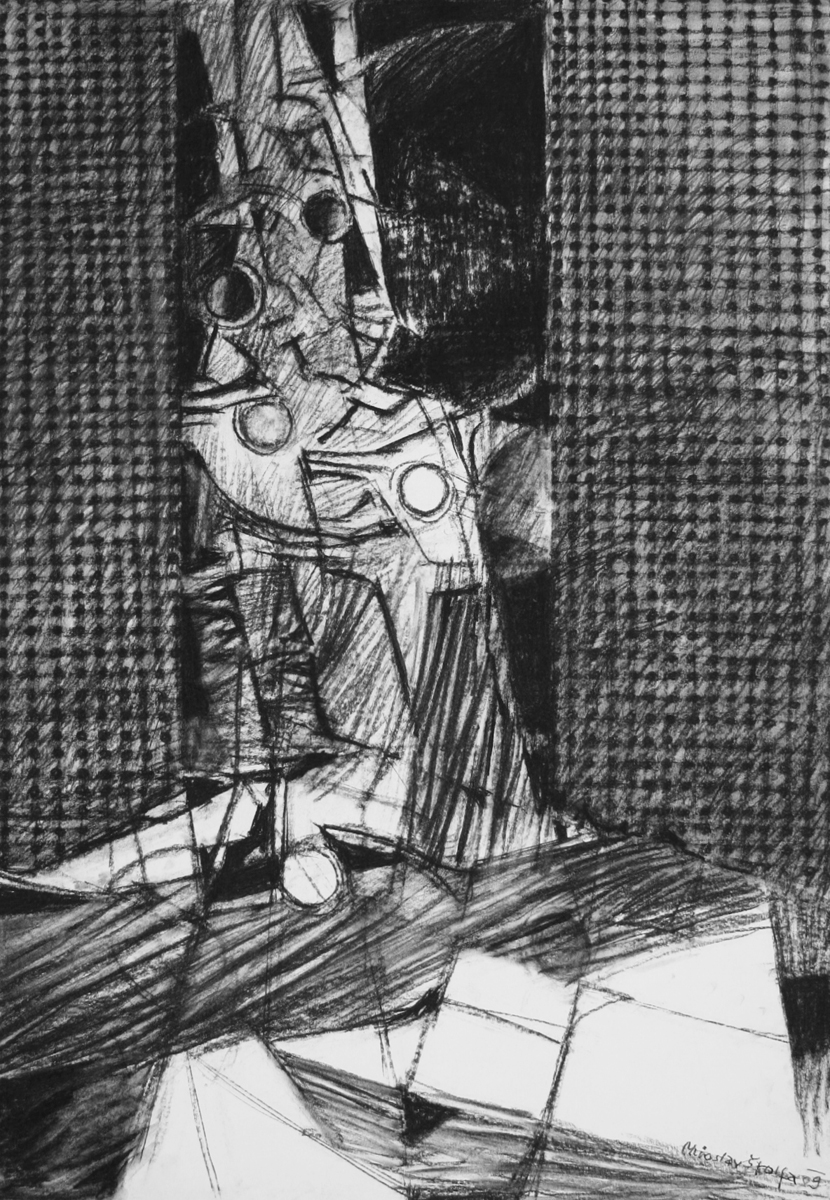
Návštěvník, 2009, uhel, 100 x 70 cm
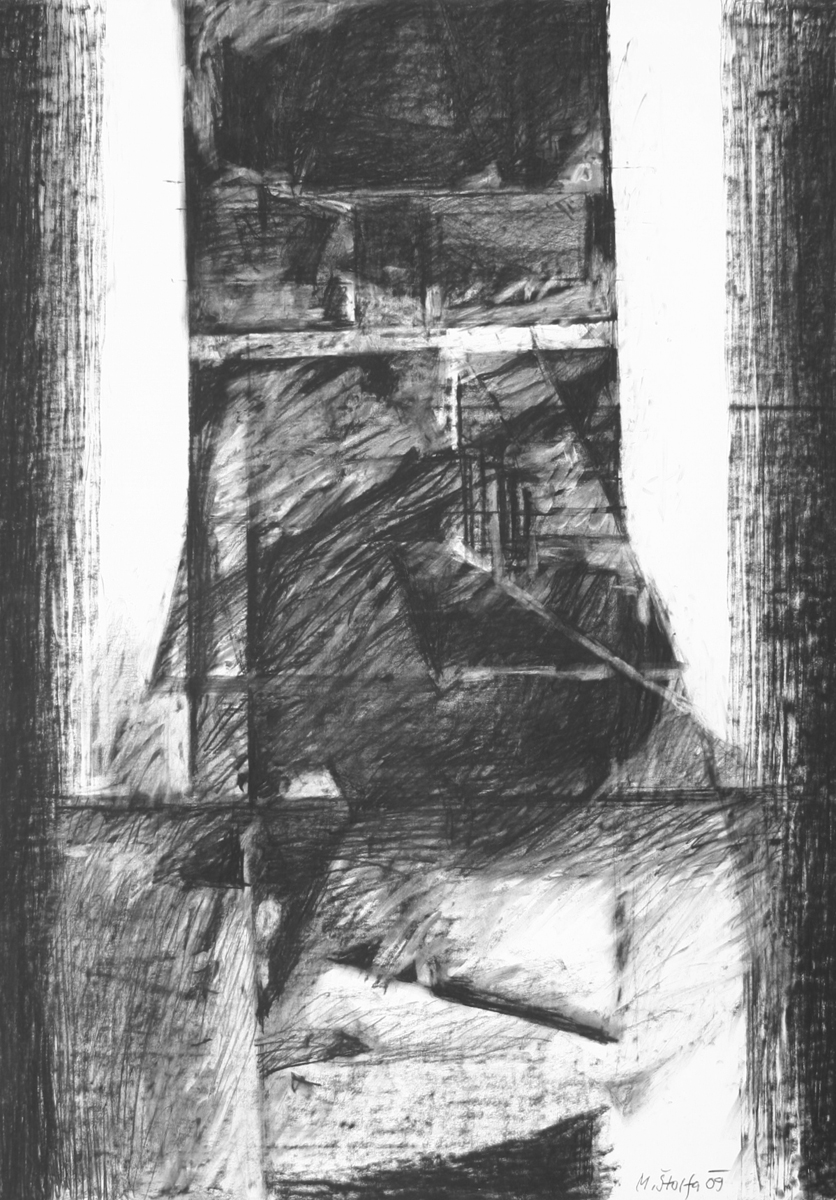
Okno, 2009, uhel, 100 x 70 cm

### Zastoupení ve sbírkách (výběr)
- Národní galerie v Praze
- Moravská galerie v Brně
- Alšova jihočeská galerie v Hluboké nad Vltavou
- Muzeum umění Olomouc
- Krajská galerie výtvarného umění ve Zlíně
- Oblastní galerie Vysočiny v Jihlavě
- Horácká galerie, Nové Město na Moravě
- Galerie výtvarného umění v Hodoníně
- Galerie výtvarného umění v Havlíčkově Brodě
- Západočeská galerie v Plzni
- Ministerstvo kultury České republiky v Praze
- Museum v Bochumi
- Albertina ve Vídni
- Galerie Artica v Cuxhavenu
- Landesmuseum Niederösterreich ve Vídni
- Print Consortium v San José
- soukromé sbírky doma i v zahraničí

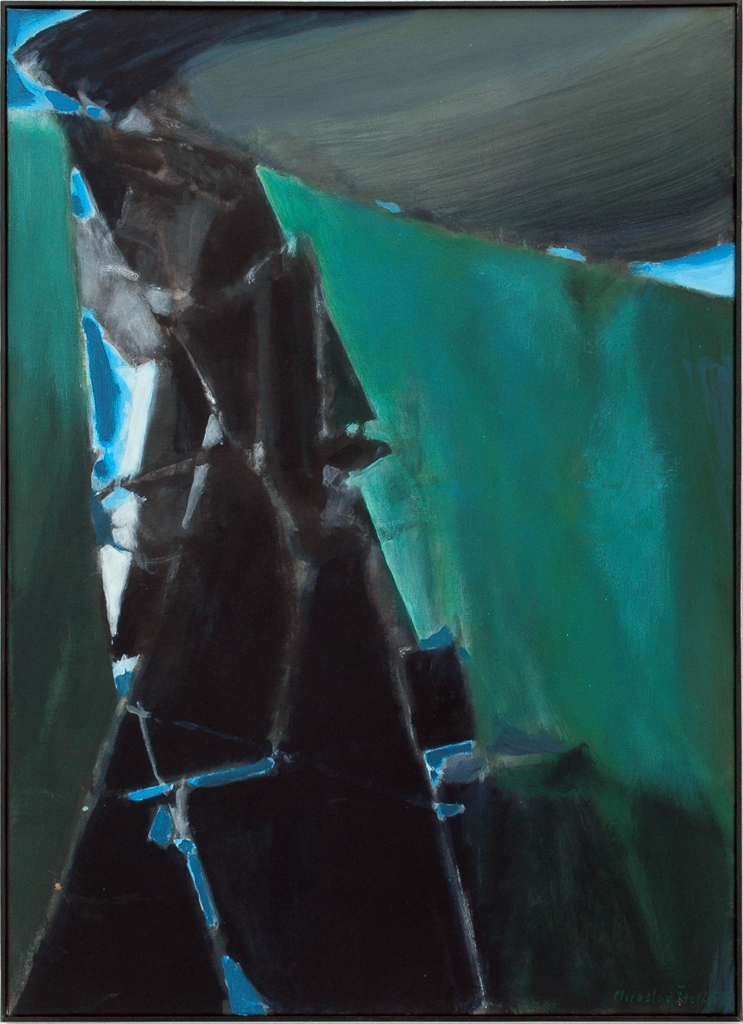
Věž, 2010, akryl, plátno, 100 x 70 cm

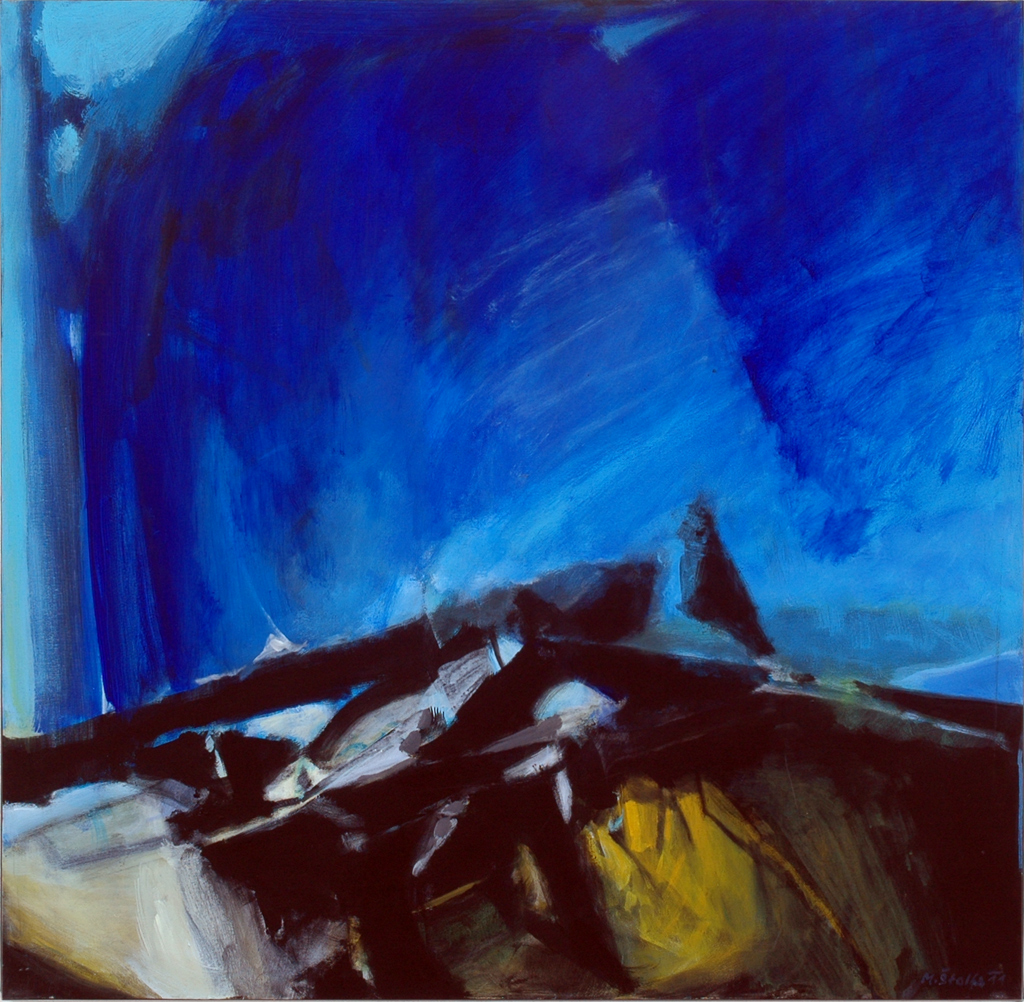
Nad horizontem, 2011, akryl, plátno, 100 x 100 cm

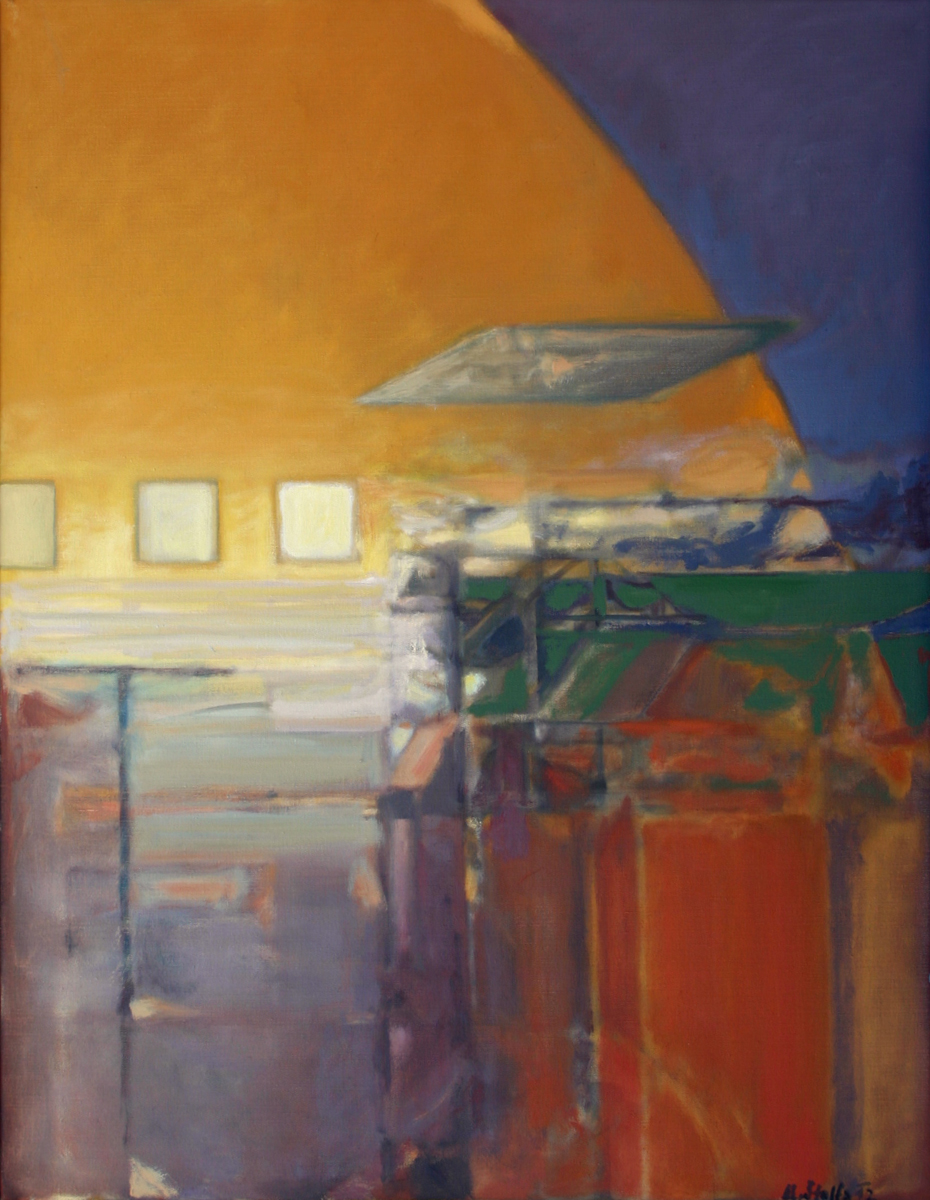
Metafyzické zátiší III, 2012

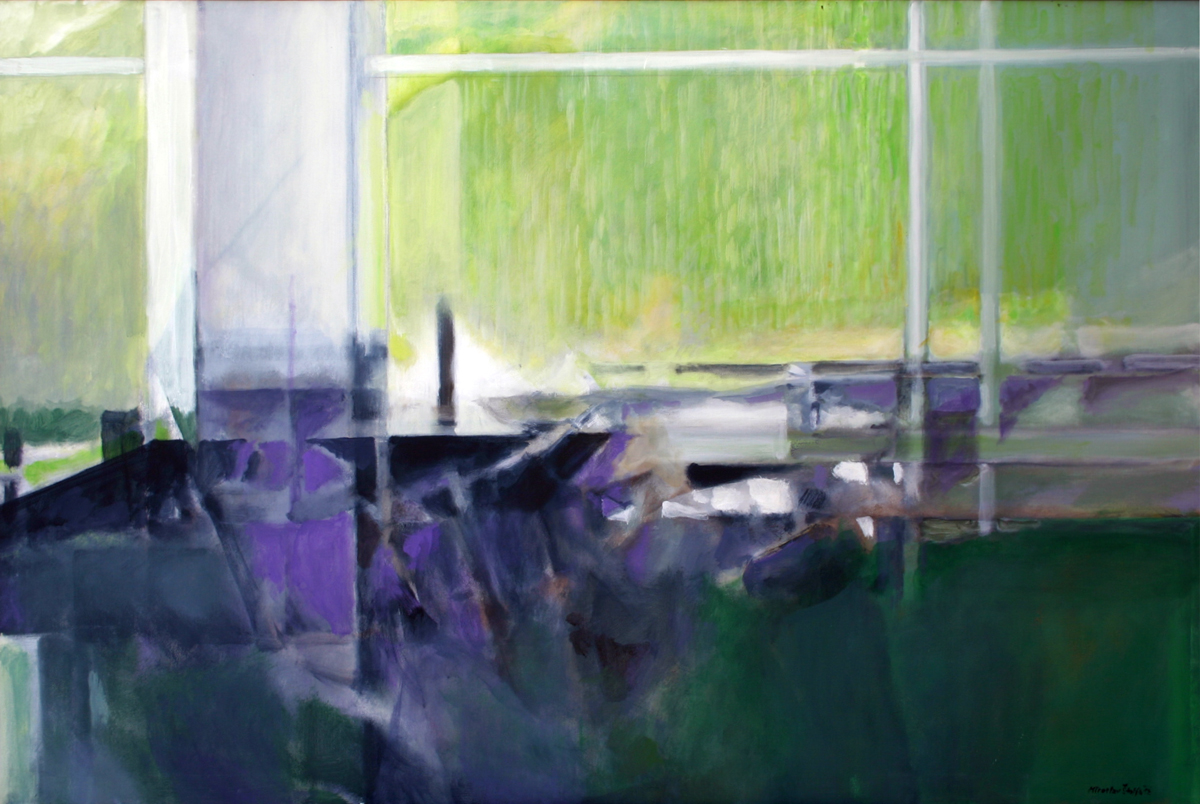
Široký výhled, 2012

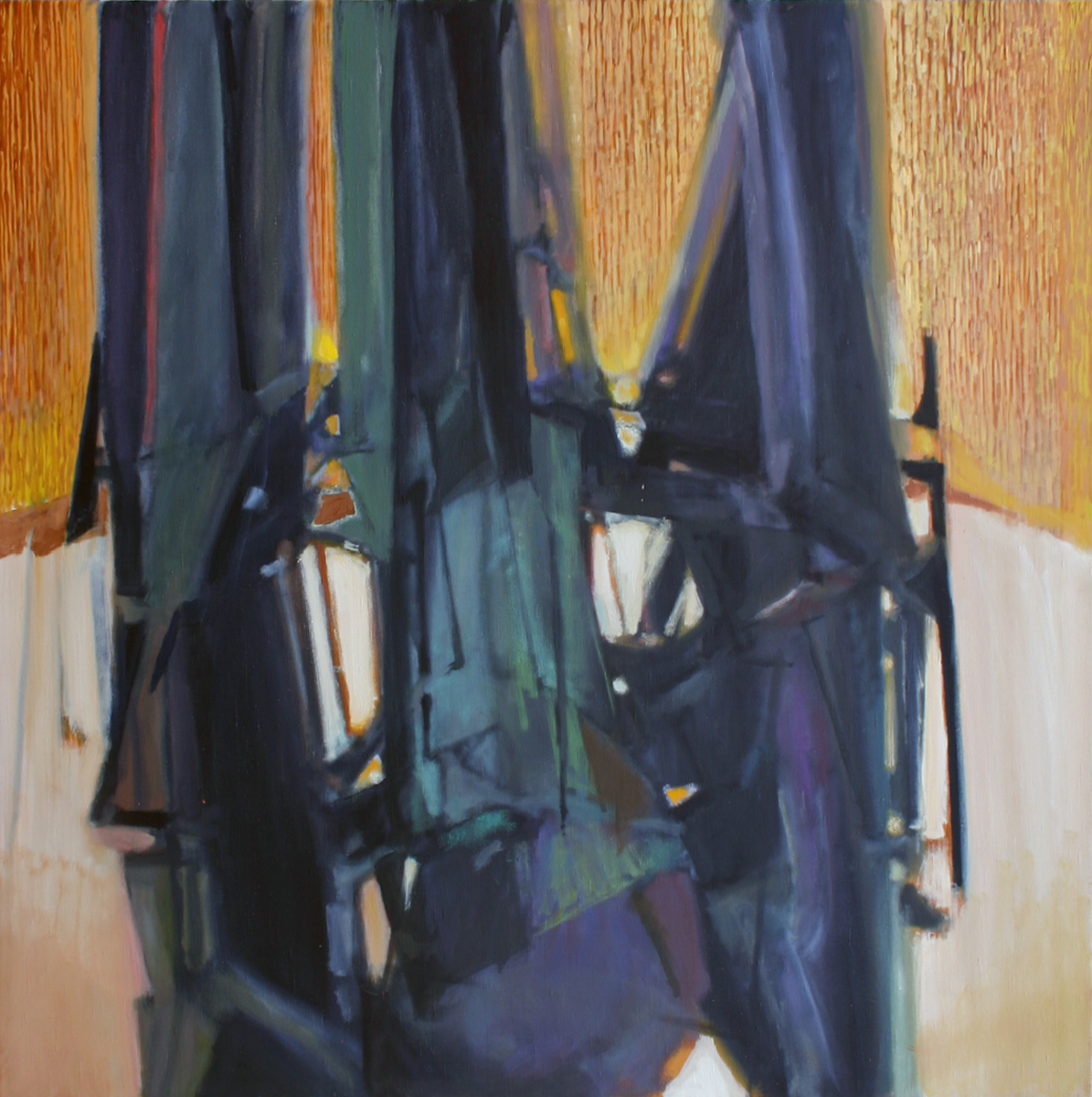
Tři grácie, 2012

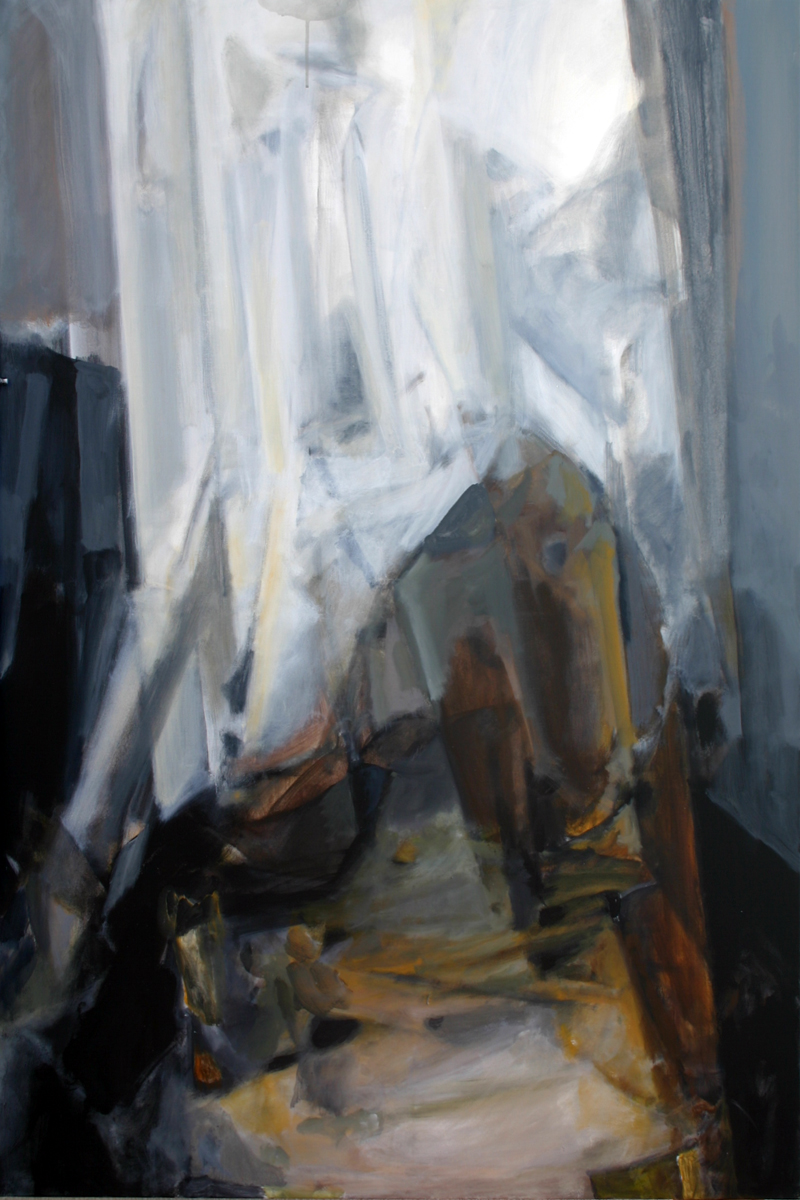
Odhalování, 2013

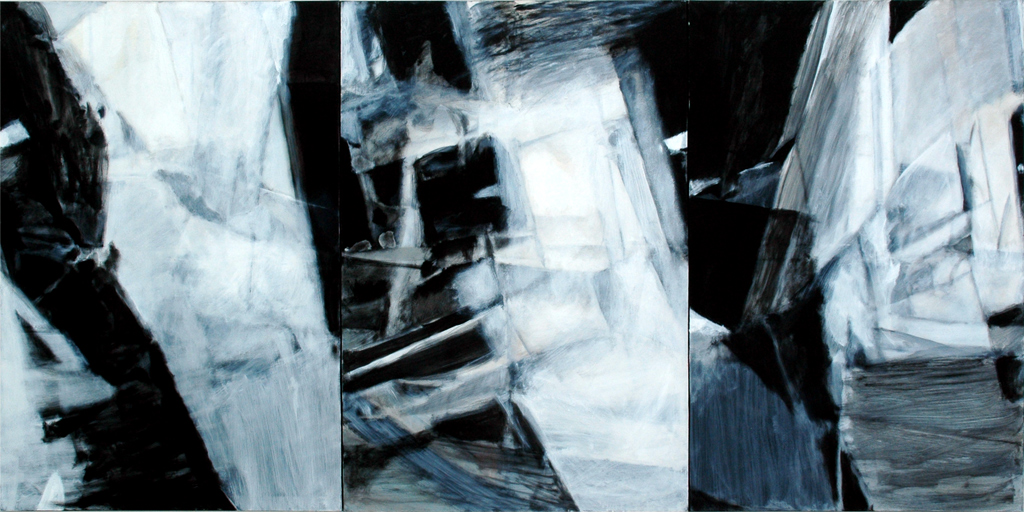
Bílý triptych, 2013, akryl, plátno, 150 x 300 cm

### Výstavy

#### Autorské (výběr)
- 1955, 1956 Klub zaměstnanců školství v Brně
- 1957 ZK Královopolské strojírny v Brně
- 1965 Obrazy, Národopisné muzeum, Brno, Dům umění, Hodonín, KD Kroměříž
- 1969 Obrazy, Galerie Cypriána Majerníka, Bratislava, Galerie Jaroslava Krále, Brno, Galerie Čs. spisovatel, Praha
- 1977 Oleje, akryly, GVU Kabinet grafiky, Olomouc, Obrazy, Galerie Jaroslava Krále, Brno
- 1978 Kresby, obrazy, OKS, Zámek Blansko, Obrazy, kresby, tapiserie, VÚ Šumperk
- 1979 Malby, Kresby, Divadlo hudby OKS, Olomouc, Tapiserie a kresby, Galerie Letná, Praha
- 1980 Obrazy, Galerie Čs. spisovatel, Topičův dům, Praha, Miroslav Štolfa - Bilder, Galerie Artica, Cuxhaven, Malby a kresby z let 1960–1980, Galerie Vysočiny, Jihlava
- 1981 Kresby, VUV Brno
- 1983 Obrazy 1981–1983, (ÚMCH), výstavní síň, Praha
- 1984 Akryly, kresby, Dílo Pardubice, Oleje a miniatury, Kabinet umění, Brno, Malby, kresby, Galerie výtvarného umění v Hodoníně
- 1985 Akryly, Dílo, Brno
- 1986 Obrazy a kresby, Galerie Zycie y mysl, Poznaň, Nová příroda, Galerie Artica, Cuxhaven, Německo, Stopy Miroslava Štolfy, Galerie v předsálí, Blansko
- 1987 Obrazy, kresby, Oblastní galerie výtvarného umění Olomouc
- 1988 Malby, kresby, Galerie výtvarného umění v Havlíčkově Brodě
- 1989 Malby, kresby, Galerie Stavoprojektu, Brno
- 1990 Kresby, síň umění ZK ČKD Blansko
- 1991 Retrospektiva 1966-1991, Dům umění města Brna, Obrazy, Sovinec
- 1994 Miroslav Štolfa, Galerie VÚVEL Brno, Malby a kresby, Galerie Caesar, Olomouc, Obrazy, grafika, Schenk VC Brno, Triptych a grafické listy, Bank Austria, Brno
- 1995 Malby a kresby, Galerie z ruky, Křížovice
- 1996 Obrazy, Galerie K-PRO Brno
- 1997 Nová příroda, Wortnerův dům AJG, České Budějovice, Galerie Aspekt, Brno
- 1998 Obrazy, Galerie Aspekt, Brno, Horizonty, Galerie města Blanska, Galerie Malovaný dům, Třebíč
- 1999 Obrazy, Národní technické muzeum, Praha
- 2000 Bilance 90. let, Muzeum města Brna, Hrad Špilberk, Brno Obrazy, Výstavní síň Synagoga, Hranice
- 2001 Bilance 90. let, GVU Hodonín, Nová příroda, Moravská galerie Brno, Malby, kresby, Sankturinovský dům, Kutná Hora
- 2003/2004 Miroslav Štolfa: Malířské dílo 1956–2002, Trojlodí, Olomouc, Galerie výtvarného umění v Chebu, Průhledy, Horácká galerie v Novém Městě na Moravě
- 2005 Miroslav Štolfa - obrazy, Galerie Ars, Brno, Galerie Otakara Kubína, Boskovice
- 2006 Obrazy, Galerie z ruky, Křížovice, Doubravník
- 2007 Miroslav Štolfa, Jiří Jahelka, Galerie ARS Brno
- 2008 Elegie, Slévárna Vaňkovka, Brno
- 2008 Miroslav Štolfa - obrazy, Jánuš Kubíček - grafika, Agentura Black stone, Brno
- 2009 Triptychy, Galerie Platinium, Brno
- 2009 Miroslav Netík - Miroslav Štolfa, Zámecký skleník Boskovice
- 2010 Výběr z díla, Galerie města Blanska, Retrospektiva, Galerie Ars, Brno, Pastely a kresby, foyer Janáčkova div. v Brně, Akryly, Banco Populare, Brno, Malby, kresby, Besední dům Brno
- 2010 Nakupená roucha světa, ÚMCH, výstavní síň, Praha, Galerie Anderle, o.p.s., Pelléova vila, Praha
- 2011 Černobílé elegie, Horácká galerie v Novém Městě na Moravě, Galerie výtvarného umění v Náchodě
- 2012 Skrytá sdělení, galerie Dion, Praha, Malby 2007-2012, MKS Adamov
- 2013 Mezi tvarem a barvou, Nová síň, Praha, Hranice skutečna, Divadlo na provázku, Brno
- 2014 Na hranici viditelného, GU Karlovy Vary, Metafyzická zátiší, galerie PEX, Zámek Letovice, Pastely, Galerie IBC, Brno
- 2015 Nová naleziště, Galerie ARS Brno, Malý formát, Galerie F, Brno
- 2016 Obrazy, Galerie Synagoga, Hranice na Moravě
- 2017 Míjení, Galerie výtvarného umění Hodonín
- 2022 Zen a údržba motocyklu: Obrazy Miroslava Štolfy, Galerie města Blanska

#### Kolektivní (výběr)
- 1958–1959 Umění mladých výtvarníků Československa 1958. Obrazy a plastiky, Jízdárna Pražského hradu, Praha, Dům umění města Brna
- 1962 Přehlídka čs. výtvarného umění, Jízdárna Pražského hradu
- 1963 Konfrontace výtvarných skupin, Dům umění města Brna
- 1963 Tvůrčí skupina Parabola, Dům umění, Olomouc
- 1966/67 Brněnská bilance, Mánes, Praha
- 1967 Obraz 67, Uměleckoprůmyslové muzeum, Brno
- 1968 300 malířů, sochařů, grafiků 5 generací k 50 létům republiky, Praha, Izložba umjetnika likovych u Brna, Zagreb
- 1969 Obraz 69, Uměleckoprůmyslové muzeum, Brno (Brno-město)
- 1971 CZ tapiserie, Beograd, Moderní tapiserie, Ósaka
- 1972 Čs užité umění, Vídeň, Tapiserie, art-protis, Rennes, Moskva (1973)
- 1974/81 Moderní tapiserie, art-protis, Coventry, Melegnano, Monza, Stockholm, Kew, Tokio, Káhira, Havana, Teherán, Tumba, Alexandrie, Tbilisi, Magdeburg, Sydney, Adelaide, Moskva, Baku, Regensburg, Vilnius, Alma-Ata, Rennes
- 1981 Brněnská grafika, Tart
- 1983 Brněnští výtvarní umělci, Rennes
- 1985 II. Internazionale Symposium der Tapisserie, Graz, Coup d´oeil sur la peinture le dessin et l´art graphique de Brno, Rennes, International Spring Fair, Expozice čs. užitého umění, Dubai, Osaka
- 1986 České umění 20. století, Alšova jihočeská galerie v Hluboké nad Vltavou, Čs. užité umění, Havana, III. Internationale Symposium, Graz
- 1987 Malarstwo czeskie i slowackie (1947-1987), Varšava, Štětín, 20 Jahre der Galerie Artica, Cuxhaven
- 1988 České zátiší 20. století, Alšova jihočeská galerie v Hluboké nad Vltavou, Tapiserie, obrazy, TOPHAM, Vídeň, Tapiserie art-protis, Londýn, Kunstmesse Basel , Zeitgenossische Malerei aus Südmähren, Altenburg
- 1989 České umění 20. století ze sbírek Moravské galerie, Zagreb, Maribor, Das kleine format, G. Artica, Cuxhaven, Současné české malířství, Záhřeb, Maribor
- 1990 Současná česká kresba, Místodržitelský palác, Brno, Kontakte 1990, Greiskirchen
- 1991 Dny čs. kultury, Galerie Spiesertor, St. Gallen, Švýcarsko
- 1991/1992 Nová příroda / Nová príroda / Neue Natur / Új Természet, Galerie Knoll Budapešť, Naturhistorisches Museum Wien, Galerie Sýpka-Vlkov, Osová Bítýška
- 1992/2003 Minisalon, Galerie Nová síň, Praha, New York, Hollywood, Cincinnati, Chicago, Indianapolis, Rapids, Albuquerque, Forth Myers, Columbia, Nord Dartmouth, St. Petersburg, Brusel, Surabaya, Jakarta, Ubud, Paris
- 1996 Zlínský salon, Dům umění, Zlín
- 1997 Vědomí souvislosti, Muzeum Bochum
- 1998 Podoby fantaskna v čs. výtvarném umění 20. století, Alešova jihočeská galerie Hluboká nad Vltavou, Monument, UW Galeria, Utrecht
- 1998 Oznámení o Ikarově letu: Olomoucká šedesátá léta, Salon, Kabinet, Trojlodí, Olomouc
- 1999 Umění zrychleného času. Česká výtvarná scéna 1958–1968, Praha, Cheb, Mezinárodní bienále malby, Sharjah, Spojené arabské emiráty
- 2000 Schenkungen, Museum Bochum
- 2000 Současná minulost: Česká postmoderní moderna 1960–2000, Alšova jihočeská galerie, Hluboká nad Vltavou, 100. výstava Galerie Caesar, Olomouc
- 2002 La Bohéme an Voiture, Mullhouse, Francie
- 2004 Mezi námi skupinami, Dům umění města Brna
- 2006 České umění XX. století: 1940–1970, Alšova jihočeská galerie v Hluboké nad Vltavou, Mezinárodní bienále kresby, Wroclaw
- 2007 Výstava TT klubu, Künstlerforum, Bonn
- 2009 Skleník / Glasshouse, Muzeum moderního umění, Olomouc
- 2010 100 let Domu umění města Brna, DU města Brna

### Monografie
- Miroslav Štolfa, Gabrielová B a kol., 1997, Moravská galerie v Brně, monografie, č., angl., 127 s., 102 fot., ISBN 80-7027-059-4
- Miroslav Štolfa, ed. Jaroslav Malina, text Jiří Hlušička, monografie 255 s., Akademické nakladatelství CERM v Brně 2017, ISBN 978-80-7204-965-3

### Odborné statě a katalogy k výstavám
- 1965 Zhoř I: Miroslav Štolfa, kat. 16 s., DU Hodonín
- 1969 Zhoř I: Miroslav Štolfa, Obrazy, kat., 12 s., Galerie Jaroslava Krále, Brno
- 1969 Zykmund V: Miroslav Štolfa, Obrazy, kat., 12 s., Československý spisovatel, Topičův dům, Praha
- 1977 Nádvorníková A: Miroslav Štolfa, Kresby, obrazy, kat., 16 s., GVU Olomouc
- 1979 Dvořák F: Miroslav Štolfa, Obrazy a kresby, kat., trojlist, Divadlo hudby, Olomouc
- 1980 Nádvorníková A: Miroslav Štolfa, Kresby, kat., 8 s., Československý spisovatel, Topičův dům, Praha
- 1980 Hlobil I a kol.: Miroslav Štolfa, kat. 48 s., OGV Jihlava
- 1980 Hlobil I, Valoch J: Miroslav Štolfa, Kresby, dvojlist, Malá galerie, VÚ veterinární, Brno
- 1983 Zhoř I: Miroslav Štolfa, Pocit plechu, kat., trojlist, ÚMCH Praha
- 1984 Zhoř I a kol: Štolfa, kat. 12 s., GVU DU Hodonín
- 1986 Sedlář J: Obrazy Miroslava Štolfy, Sborník prací FF brněnské univerzity, řada uměnovědná, ročník 1986–87, 21 s.
- 1987 Zhoř I: Miroslav Štolfa, Obrazy, kat., 12 s., Oblastní GVU Olomouc
- 1988 Neumann I: Miroslav Štolfa, Obrazy, kat., 8 s., GVU Havlíčkův Brod
- 1988 Miroslav Štolfa, Obrazy / kresby, soubor reprodukcí, 20 listů, autor textu: Štolfa M.
- 1989 Šálková J: Miroslav Štolfa, Obrazy, kresby, kat., 8 s., Galerie Stavoprojektu, Brno
- 1990 Zhoř I: Miroslav Štolfa, Kresba jako brána obrazu, ČKD Blansko
- 1991 Neumann I: Miroslav Štolfa, Obrazy, kresby, kat., 16 s., Dům umění města Brna
- 1991 Kundera L: Miroslav Štolfa, Obrazy, kat., dvojlist, Sovinec
- 1991 Caillois R a kol.: Miroslav Štolfa, kat. 16 s.
- 1994 Mžyková M: Miroslav Štolfa, Obrazy, kresby, kat., dvojlist, Galerie Caesar, Olomouc
- 1996 Gabrielová B: Miroslav Štolfa, Obrazy, kat., dvojlist, Galerie K PRO, Brno
- 1997 Tetiva V: Miroslav Štolfa, Nová příroda, kat. 40 s., AJG Hluboká nad Vltavou, Galerie Aspekt
- 1998 Neumann, I.: Miroslav Štolfa, Horizonty, Galerie města Blanska, kat., 8 s.
- 1999 Janoušek I: Miroslav Štolfa, kat 20 s., NTM Praha
- 2000 Binder I, Macharáčková M: Miroslav Štolfa, Bilance devadesátých let, kat. 44 s., MmB, Moravská galerie v Brně
- 2000 Neumann I: Miroslav Štolfa, Obrazy, kat., dvojlist, Synagoga, Hranice n. Mor
- 2001 Neumann I: Miroslav Štolfa, Obrazy, kresby, kat., 1 list, Galerie Magna, Ostrava
- 2003 Binder I a kol.: Miroslav Štolfa, Malířské dílo 1956–2002, kat. 56 s., Muzeum umění Olomouc
- 2005 Neumann I: Miroslav Štolfa, kat. 6 s., Galerie Ars, Brno
- 2010 Kundera L: Miroslav Štolfa, Nakupená roucha světa, kat., trojlist, Galerie Anderle, Praha
- 2010 Horáček R: Miroslav Štolfa, Výběr z díla, kat., trojlist, Galerie města Blanska
- 2011 Chalupa J: Miroslav Štolfa, Černobílé elegie, kat. 6 s. GVU v Náchodě, ISBN 978-80-87069-32-5
- 2012 Janoušek I: Miroslav Štolfa, Skrytá sdělení, kat., trojlist, Galerie Dion, Praha
- 2013 Neumann I: Miroslav Štolfa, Mezi tvarem a barvou, kat., trojlist, Galerie Nová síň, Praha
- 2014 Neumannová E: Na hranici viditelného, Miroslav Štolfa: obrazy, kat. 16 s., Galerie umění Karlovy Vary
- 2014 Miroslav Štolfa, pastely, Galerie v IBC, Brno
- 2014 Crhonek I: Miroslav Štolfa, Metafyzická zátiší, trojlist, Galerie Pex Letovice
- 2015 Hlušička J: Miroslav Štolfa, Nová naleziště , trojlist, Galerie ARS Brno
- 2016 Hlušička J: Miroslav Štolfa, Malý formát, trojlist, Galerie F Brno
- 2016 Daniel L: Miroslav Štolfa, Obrazy, dvojlist, Výstavní síň Synagoga, Hranice na Moravě
- 2017 Miroslav Štolfa: Míjení, Galerie výtvarného umění v Hodoníně

### Encyklopedie a kolektivní katalogy
- Nová encyklopedie českého výtvarného umění, N-Ž, ed. Horová A, 1995, 558 s., Academia, Praha, ISBN 80-200-0522-6
- Přesahy výtvarného Brna, Gabrielová B, Marčák B, 1999, 218 s., Nakladatelství Petrov, Brno, ISBN 80-7227-055-9
- Slovník českých a slovenských výtvarných umělců 1950–2006, Kubát V, Pavliňák P, 2006, 338 s., Výtvarné centrum Chagall, Ostrava, ISBN 80-86171-27-2
- Kdo je kdo: Who is Who: osobnosti české současnosti, 5000 životopisů. 5. vyd. Praha: Agentura Kdo je kdo, 2005, 775 s. ISBN 80-902586-9-7
- Diderot, všeobecná encyklopedie v 8 svazcích, VII, 1999, Praha, s. 413, ISBN 80-902723-0-4
- Encyklopedický slovník, 1993, Odeon, Praha, s. 1084 (Štolfa Miroslav), ISBN 80-207-0438-8
- Malá ilustrovaná encyklopedie, 1999, Encyklopedický dům, Praha, s. 1028, ISBN 4-07-008238-7